# Daga landskommun
Daga landskommun var en kommun i Södermanlands län.

## Administrativ historik
Kommunen bildades som storkommun vid kommunreformen 1952 genom sammanläggning av tre tidigare landskommuner, nämligen Björnlunda, Gryt och Gåsinge-Dillnäs. Den sistnämnda hade tillkommit så sent som 1941 genom sammanläggning av de tidigare landskommunerna Dillnäs och Gåsinge.
År 1974 gick Daga upp i Nyköpings kommun. Därifrån bröts området ut år 1992 för att ingå i nybildade Gnesta kommun.

### Kyrklig tillhörighet
I kyrkligt hänseende tillhörde kommunen församlingarna Björnlunda, Gryt och Gåsinge-Dillnäs. Dessa församlingar gick ihop 2006 att bilda Daga församling.

## Geografi
Daga landskommun omfattade den 1 januari 1952 en areal av 379,12 km², varav 315,88 km² land. Efter nymätningar och arealberäkningar färdiga den 1 januari 1961 omfattade landskommunen samma datum en areal av 378,97 km², varav 320,87 km² land.

### Tätorter i kommunen 1960
| Tätort     | Folkmängd |
| ---------- | --------- |
| Stjärnhov  | 477       |
| Björnlunda | 371       |

Tätortsgraden i kommunen var den 1 november 1960 23,3 procent.

## Politik

### Mandatfördelning i valen 1950-1970
| 14 | 10 | 8 | 3 |

| 31 |

| 14 | 9 | 7 | 5 |

| 28 | 7 |

| 13 | 10 | 6 | 6 |

| 30 | 5 |

| 14 | 11 | 5 | 5 |

| 30 | 5 |

| 12 | 11 | 6 | 6 |

| 29 | 6 |

|  | 12 | 13 | 4 | 5 |

| 27 | 8 |